# DEFA (film)
DEFA, z něm. Deutsche Film AG byl znárodněný filmový průmysl bývalé NDR. Společnost byla založena 17. května 1946, jejím sídlem byla Postupim-Babelsberg. Za celou dobu své existence vyrobila DEFA 700 hraných, 750 animovaných a asi 2250 dokumentárních a krátkých filmů. Kromě toho dabovala asi osm tisíc filmů. Produkce DEFA byla i v Československu velmi populární díky filmům i televizním programům.

## Historie
Bezprostředně po kapitulaci Německa zkonfiskovala sovětská okupační správa všechny filmové ateliéry, laboratoře atd. na území sovětské okupační zóny a začala je využívat jako prostředek denacifikace i sovětské propagandy. V čele společnosti stáli sovětští filmaři. Koncem roku 1947 byla DEFA přeměněna na sovětsko-německou akciovou společnost s 45 % podílem NDR a 55 % SSSR. Po založení NDR v říjnu 1949 přecházela DEFA pozvolna do německých rukou a roku 1952 se její delegace poprvé zúčastnila MFF v Karlových Varech. V letech 1952-1955 byla DEFA rozdělena na pět specializovaných podniků (VEB).
Po roce 1989 byly tyto podniky proměněny na akciové společnosti a prodány francouzské firmě, která provozuje studia v Babelsbergu. Koncem roku 1998 byla obnovena Nadace DEFA, která je držitelem autorských práv na produkci DEFA, kdežto distribuci zajišťuje firma Progress.